# Cordyligaster fuscifacies
Cordyligaster fuscifacies är en tvåvingeart som beskrevs av Jacques-Marie-Frangile Bigot 1888. Cordyligaster fuscifacies ingår i släktet Cordyligaster och familjen parasitflugor. Inga underarter finns listade i Catalogue of Life.